# زابربچه
زابربچه (به لهستانی:  Zaberbecze) یک منطقهٔ مسکونی در لهستان است که در گمینا لشنا پودلاسکا واقع شده‌است.